# Michele Benedetti (Wasserspringer)
Michele Benedetti (* 17. Dezember 1984 in Parma) ist ein italienischer Wasserspringer. Er startet im Kunst- und Turmspringen sowie im 3-m- und 10-m-Synchronspringen.
Benedetti gewann bei den Europameisterschaften 2006 in Budapest zusammen mit Francesco Dell’Uomo die Bronzemedaille im 10-m-Synchronspringen. Es war seine erste internationale Medaille. Bei den Europameisterschaften 2009 in Turin gewann er Bronze vom 3-m-Brett.
Er nahm an den Weltmeisterschaften 2005 in Montreal und 2007 in Melbourne teil und belegte jeweils im 10-m-Synchronwettbewerb den sechsten bzw. siebten Rang. Bei den Olympischen Spielen 2012 in London schied vom 3-m-Brett er als 20. im Vorkampf aus.
Benedetti ist Sportsoldat der Marine.